# Rafael Suñén
Rafael Suñén Beneded (1894-1936), fue un químico e inventor español, oriundo de Layana, en las Cinco Villas, Aragón.  Estudió en un colegio Marista en Barcelona.  Su primera patente, registrada en el Ministerio de Industria en 1922, es el diseño de un ala más estable que las entonces existentes.  A principios de 1934, conducía en Francia experimentos para transformar químicamente celulosa en combustible para automotores; en la época se llamó también al proceso "destilación de vegetales," y se le conoce en el siglo XXI como combustible sintético.
A su vuelta a España en noviembre de 1934, aclaró a La Libertad que la existente legislación de divulgación forzada en España le colocaba en situación económicamente desventajosa respecto a los inventores en el resto de Europa.
A principios de 1935, continuaba trabajando en la Facultad de Ciencias de Zaragoza en su procedimiento para extraer un carburante a partir del carbón y de la madera.
El gobierno republicano le arrestó en noviembre de 1936 y Suñén envió carta a su familia indicando se encontraba en la Cárcel Modelo; empero, al apersonarse ellos, el gobierno denegó su presencia.  Suñén está desaparecido desde entonces; el Heraldo de Aragón propone que pudo ser víctima de los fusilamientos de Paracuellos de Jarama, perpetrados por fuerzas republicanas.